# Necropoli dei Monterozzi
La necropoli etrusca di Monterozzi contiene tombe le cui pitture parietali al loro interno rappresentano il più cospicuo nucleo pittorico a noi giunto di arte etrusca e al tempo stesso il più ampio documento di tutta la pittura antica prima dell'età imperiale romana.

## Storia
Risalgono agli ultimi decenni del VII secolo a.C. le più antiche attestazioni di decorazione parietale a Tarquinia. Sarà, tuttavia, nei secoli successivi, durante la fase arcaica, a partire dalla seconda metà del VI secolo a.C., che le decorazioni parietali conobbero a Tarquinia una vera e propria fioritura, grazie alla presenza dello scalo portuale nella vicina Gravisca frequentato da mercanti e artisti greci di origini diverse. Sarà, in particolare, la forte presenza di artisti greci provenienti dalla Ionia asiatica, attuale Turchia occidentale, fuggiti dalla propria madrepatria dopo l'invasione dei Persiani, ad avere un ruolo di primo piano nella produzione di monumenti dipinti a Tarquinia, che non ha eguali in questo periodo in nessun altro centro dell'Etruria. A un ambito greco-orientale, alla Ionia settentrionale, possono essere ricondotte le tombe del Barone e delle Iscrizioni, a Focea la tomba degli Auguri e dei Giocolieri, all'isola di Samo quella della Caccia e della Pesca.
Le camere funerarie, modellate sugli interni delle abitazioni, presentano le pareti decorate a fresco su un leggero strato di intonaco, con scene di carattere magico-religioso raffiguranti banchetti funebri, danzatori, suonatori di aulós, giocolieri, paesaggi, in cui è impresso un movimento animato e armonioso, ritratto con colori intensi e vivaci. Dopo il V secolo a.C. figure di demoni e divinità si affiancano agli episodi di commiato, nell'accentuarsi del mostruoso e del patetico.
Tra i sepolcri più interessanti si annoverano, inoltre, le tombe che vengono denominate del Guerriero, delle Leonesse, caratterizzata da uno stile greco-orientale, dei Leopardi, di influenza vascolare attica, dei Festoni, dell'Orco e degli Scudi. Parte dei dipinti, staccati da alcune tombe allo scopo di preservarli (tomba delle Bighe, del Triclinio, del Letto Funebre e della Nave), sono custoditi nel Museo nazionale etrusco di Tarquinia; altri sono visibili direttamente sulla parete su cui furono realizzati.
Di provenienza della necropoli sono da citare anche notevoli sculture in pietra in rilievi su lastre o nella figura del defunto giacente sul sarcofago; notevole tra gli altri il sarcofago calcareo della tomba dei Partunu, opera di pregevole fattura, databile a età ellenistica.
Molti dei reperti trovati nella necropoli sono raccolti nel Museo archeologico nazionale di Tarquinia ed in molti altri musei sparsi in tutto il mondo. Le pitture e le decorazioni murarie della Tomba del Barone, scoperta nel 1827, sono stati riprodotti negli anni successivi sulle pareti del cosiddetto Gabinetto Etrusco, conservato all'interno del castello Reale di Racconigi.
Dal luglio 2004 la necropoli dei Monterozzi, insieme a quella di Cerveteri, entra a far parte della lista dell'UNESCO dei siti patrimonio dell'umanità.

## Tombe
- Tomba del Guerriero
- Tomba della Caccia e della Pesca
- Tomba degli Àuguri
- Tomba dei Giocolieri
- Tomba dei Leopardi
- Tomba dell'Orco
- Tomba del Triclinio
- Tomba della Nave
- Tomba della Fustigazione
- Tomba dei Tori
- Tomba della Pulcella
- Tomba delle Bighe
- Tomba delle Leonesse
- Tomba dei Caronti
- Tomba del Tifone
- Tomba Claudio Bettini
- Tomba Mauro Cristofani
- Tomba del Cacciatore
- Tomba Massimo Pallottino
- Tomba del Fiore di Loto
- Tomba del Gorgoneion
- Tomba Cardarelli
- Tomba Franco Adamo